# Восточный (Хабарский район)
Восточный — посёлок в Хабарском районе Алтайского края России. Входит в состав Зятьково-Реченского сельсовета.

## Население
| 1997 | 1998 | 1999 | 2000 | 2001 | 2002 | 2003 |
| ---- | ---- | ---- | ---- | ---- | ---- | ---- |
| 96   | ↘67  | ↘62  | ↘42  | ↘41  | ↘36  | ↘27  |
| 2004 | 2005 | 2006 | 2007 | 2008 | 2009 | 2010 |
| ↘13  | ↘7   | ↘4   | ↗5   | →5   | →5   | ↘0   |